# Gar Samuelson
Gar Samuelson est un batteur américain né le 18 février 1958 à Dunkirk et mort le 14 juillet 1999 à Orange City.

## Biographie
Il intègre le groupe de thrash metal Megadeth en 1984, à la suite du départ de Lee Raush. C'est par son intermédiaire que Chris Poland, un ami d'enfance, intégrera lui aussi le groupe la même année pour succéder à Kerry King. Il participera à l'enregistrement de Killing Is My Business... and Business Is Good! (1985) et de Peace Sells... but Who's Buying? (1986).
Mais en 1987, il est expulsé du groupe par Dave Mustaine en même temps que Chris Poland, en raison de leur surconsommation de drogues.
Gar Samuelson a par la suite formé avec son frère le groupe Fatal Opera, qui a publié deux albums. Il est décédé en 1999 à Orange City, probablement d'une insuffisance hépatique.
À la suite de son décès Chris Poland a déclaré « He was a true friend. Everything I know about time, rhythm and feel I learned from Gar, so I'll always hear his voice in my music. ». Quant à Dave Mustaine, il dit avoir vécu l'annonce de sa mort comme un des pires moment de la carrière du groupe.